# Drachenfelshütte
Die Drachenfelshütte ist eine vom Ortsverein Busenberg des Pfälzerwald-Vereins seit 1968 bewirtschaftete Schutzhütte im Pfälzerwald. Sie befindet sich südlich der Gemeinde Busenberg. Die Hütte liegt in einer Höhe von 295 m ü. NHN. Sie bietet keine Übernachtungsmöglichkeiten an. Der Name der Hütte leitet sich von ihrer Lage nahe der Burgruine Drachenfels ab, die sich in nur 200 Meter Entfernung befindet. Mit den anderen Häusern des Pfälzerwald-Vereins ist sie seit 2021 mit dem Eintrag Pfälzerwaldhütten-Kultur Bestandteil des Immateriellen Kulturerbes in Deutschland der deutschen UNESCO-Kommission.

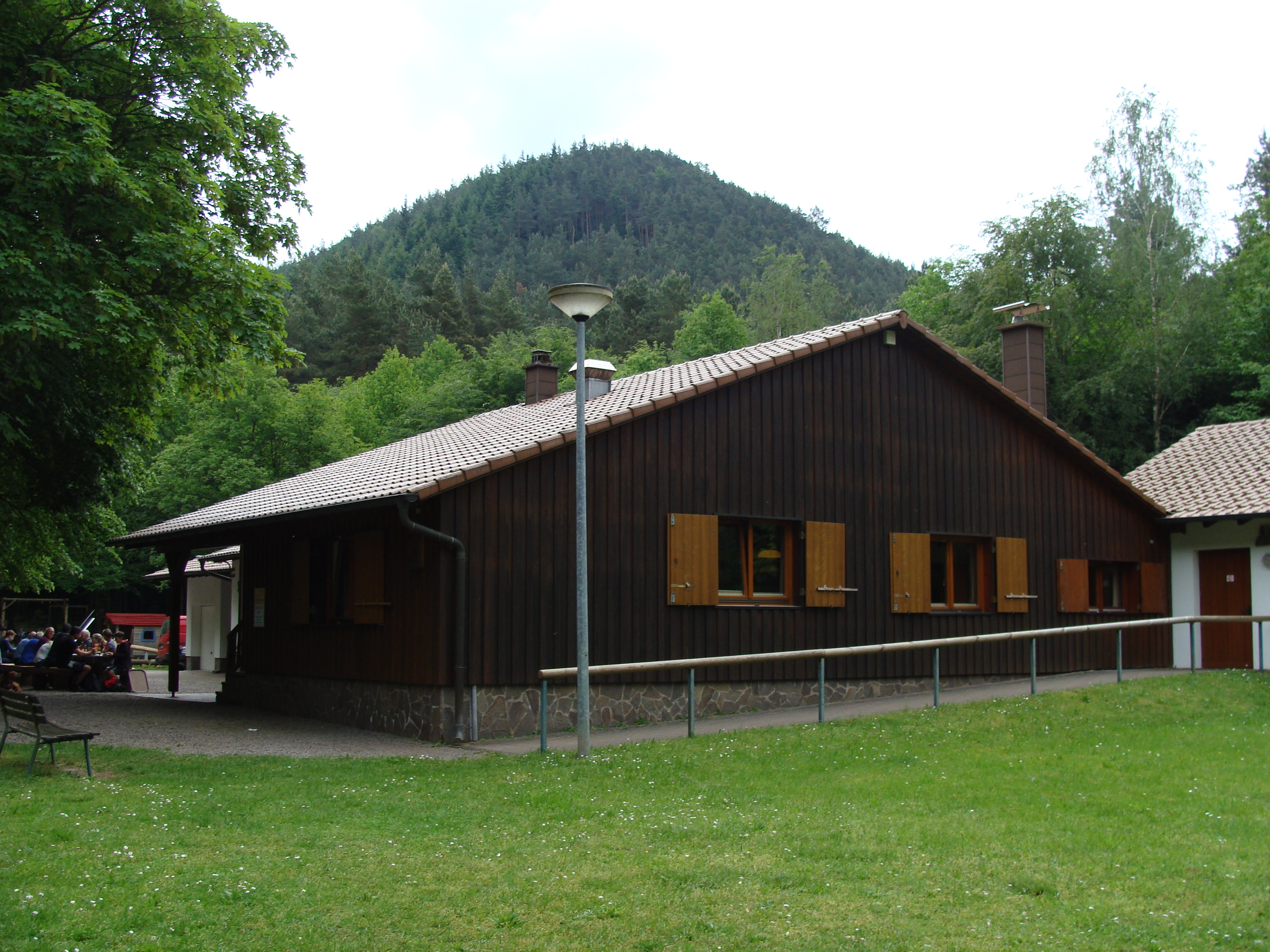
Drachenfelshütte

## Geschichte
Die Hütte wurde im Jahr 1968 erbaut. In den Jahren 1982 bis 1994 erfolgten umfangreiche Erweiterungen. Ein moderner Anbau für die sanitären Anlagen wurde im Jahr 2001 errichtet.

## Lage
Die Hütte befindet sich auf einem Bergsattel zwischen dem nordwestlich gelegenen Felsenberg der Burgruine Drachenfels (367,6 m ü. NHN) und dem südöstlich gelegenen Heidenberg (419,6 m ü. NHN). In südwestlicher Richtung liegt das Tal des Drachenbachs, der südlich von Busenberg in den Geiersteinbach mündet.

## Zugänge und Wanderungen
Die Hütte kann zu Fuß oder per PKW erreicht werden. Ein Wandererparkplatz befindet sich direkt an der Hütte. Die Zufahrt kann von einem Abzweig von der B 427 etwa einen Kilometer südöstlich von Busenberg über eine Fahrstraße erfolgen. Die Hütte ist über Wanderwege im Wandergebiet Dahner Felsenland gut erschlossen.  Pfälzer Weitwanderwege wie der Pfälzer Waldpfad, die Verbindungsroute zwischen Nord- und Südroute der Pfälzer Jakobswege und der Felsenland Sagenweg sowie einige lokale markierte Wanderwege, wie der Bären-Steig, der Busenberger Holzschuhpfad und die Drachenfels-Tour passieren die Hütte. Neben den nahegelegenen Drachenfels und Heidenberg bieten sich als Wanderziele der Jüngstberg (491,1 m) und der Rauhberg (352,1 m) bei Bruchweiler-Bärenbach, die Burg Berwartstein bei Erlenbach bei Dahn oder der Puhlstein (447,6 m) östlich von Busenberg an. Benachbarte bewirtschaftete Hütten des Pfälzerwaldvereins sind die Dahner Hütte – Im Schneiderfeld, die Hütte am Schmalstein, die Wasgauhütte und das Wanderheim Dicke Eiche.